# Rio Salitre
O rio Salitre é um rio brasileiro que banha o estado da Bahia. Nasce na localidade de Boca da Madeira, município de Morro do Chapéu, e deságua no rio São Francisco, logo a jusante da Barragem de Sobradinho, no município de Juazeiro.
Sua bacia banha os municípios de Morro do Chapéu, Miguel Calmon, Várzea Nova, Jacobina, Ourolândia, Mirangaba, Umburanas, Campo Formoso, Sento Sé e Juazeiro.
A bacia do Salitre localiza-se em área de clima tropical semiárido, onde predomina a vegetação de Caatinga entremeada por pastagens e áreas com agricultura de subsistência.